# 国家人権委員会
国家人権委員会（こっかじんけんいいんかい、National Human Rights Commission of the Republic of Korea）は全ての個人が持つ不可侵の基本的人権を保護し、その水準を向上させることで、人間としての尊厳と価値を具現化し、民主的基本秩序確立に寄与することを目的として制定された大韓民国の国家機関。委員会は独立的地位を保持する委員会として、放送委員会のように立法・司法・行政のいずれにも属さず独自に業務を遂行する。

## 委員会設立及び組織設置過程
委員会は社会各界各層の利害関係により、設置過程から事務処設置までの過程が穏やかではなかった。1993年6月10日、ウィーンUN世界人権大会で、大韓民国政府に国家人権機構設置要請があったのを契機に、1997年11月金大中大統領候補が人権法制定及び国民人権委員会設立を選挙公約として発表した。1998年金大中政権で国家人権委員会設置を骨子とした計画を発表した。その後、政府では法務部所管で国家人権委員会設置を骨子とする法案を提出した。これに対しアムネスティなどの市民団体は、法務部所管としての機構の設置反対を持続的に主張し、2001年5月24日独立した委員会としての地位を持つ国家人権委員会法が制定された。しかし事務処定員と予算による行政自治部との葛藤があり、これを調整していく過程が長くなり結局国家人権委員会事務処は2002年4月1日発足した。

## 業務
国家人権委員会法第19条により以下の業務を遂行する。
1. 人権に関する法令・制度・政策・慣行の調査・研究及びその改善に必要な事項に関する勧告または意見の表明
2. 人権侵害行為に対する調査と救済
3. 差別行為に対する調査と救済
4. 人権状況に対する実態調査
5. 人権に対する教育及び広報
6. 人権侵害の類型・判断基準及びその予防措置等に関する指針の提示及び勧告
7. 国際人権規約への加入及びその条約の履行に関する研究と勧告または意見の表明
8. 人権の擁護と伸長のために活動する団体及び個人との協力
9. 人権と関連する国際機構及び外国の人権機構との交流・協力
10. その他に人権の保障と向上のために必要だと認める事項

委員会会議の議決は特別の規定のない限り、在籍委員の過半数の賛成で成立する。

## 組織
委員会は、国会が選出する者が4人（常任委員2人を含む）、大統領指名の者が4人、大法院長指名の者が3人の計11人の委員（任期3年）で構成される。そのうち委員長（長官級）は1人、常任委員（次官級）は3人おり、4人以上は女性でなければならない。

### 事務処
- 事務総長
  - 運営支援課
  - 企画調整官
    - 企画財政担当官
    - 行政法務担当官
    - 人権相談センター

  - 政策教育局
    - 人権政策課
    - 人権教育課
    - 広報協力課

  - 調査局
    - 調査総括課
    - 侵害調査課
    - 差別調査課
    - 障害差別調査1課
    - 障害差別調査2課

### 所属機関
- 人権事務所（釜山、光州、大邱）

## 歴代委員長
- 初代 金昌国（김창국）2001年11月25日 - 2004年12月23日
- 第2代 崔永道（최영도）2004年12月24日 - 2005年3月23日
- 第3代 趙永晃（조영황）2005年4月4日 - 2006年10月2日
- 第4代 安京煥（안경환）2006年10月30日 - 現職

## 沿革
- 2001年5月24日 - 国家人権委員会設置を骨子とする国家人権委員会法制定
- 2001年10月9日 - 委員会初代委員長・委員任命
- 2002年4月1日 - 委員会事務処設置[1]
- 2006年1月9日 - 人権に関する法・制度・慣行改善を目標に、政府の国家人権政策基本計画（National Action Plans／NAP）勧告案確定